# Homer Rodríguez
Pour les articles homonymes, voir Rodríguez.
Homer Rodríguez est une personnalité politique vénézuélienne, née en 1955 à Judibana, État de Falcón. Elle est candidate à l'élection présidentielle au Venezuela sous la bannière Por Querer a Venezuela (PQV).